# Gemeines Sulawesi-Zwerghörnchen
Das Gemeine Sulawesi-Zwerghörnchen (Prosciurillus murinus) ist eine Hörnchenart aus der Gattung der Sulawesi-Zwerghörnchen (Prosciurillus), die endemisch auf der zu Indonesien gehörenden Insel Sulawesi vorkommt.

## Merkmale
Das Gemeine Sulawesi-Zwerghörnchen erreicht eine Kopf-Rumpf-Länge von etwa 10 bis 15 Zentimetern. Der Schwanz ist etwa 5,5 bis 12 Zentimeter lang und damit kürzer als der restliche Körper. Es ist damit die kleinste auf Sulawesi lebende Hörnchenart. Die Rückenfarbe der Tiere und der Schwanz sind dunkelbraun, wobei der Schwanz eine Musterung aus ocker-, sandfarbenen und schwarzen Flecken aufweisen kann. Die Bauchseite ist gräulich. Die Art hat keine Ohrbüschel, keinen Nackenfleck und auch keine Rückenstreifen. Die Augen besitzen einen sandfarbenen Augenring. Im Vergleich zum sehr ähnlichen Mengkoka-Zwerghörnchen (Prosciurillus abstrusus) ist es etwas kleiner und die Ohren sind dunkler.

## Verbreitung
Das Gemeine Sulawesi-Zwerghörnchen kommt endemisch auf der zu Indonesien gehörenden Insel Sulawesi vor. Dabei ist es über die gesamte Insel, eventuell mit Ausnahme des zentral-östlichen Teils, sowie einzelne benachbarte Inseln wie Talise und Lembeh verbreitet. Auf den Sangihe-Inseln, wo die Art regelmäßig anzutreffen ist, wurde sie wahrscheinlich eingeführt.

## Lebensweise
Das Gemeine Sulawesi-Zwerghörnchens kommt in den Waldgebieten auf Sulawesi von der Küste bis in Höhen von etwa 2200 Metern vor, dabei reichen die Habitate von tropischen Wäldern der Ebenen bis zu Bergwäldern der oberen Höhenlagen. In den Gebirgslagen, in denen Prosciurillus abstrusus lebt, geht man davon aus, dass beide Arten nicht gemeinsam vorkommen und dass Prosciurillus abstrusus vor allem die höchsten Regionen besiedelt.
Die Art ist tagaktiv und weitestgehend baumlebend, dabei kommt es vor allem im unteren Laubbereich und Unterholz vor und nutzt dort Äste, Ranken und umgefallene Baumstämme zur Fortbewegung. Die Nahrungssuche findet wahrscheinlich auch in den oberen Baumbereichen statt, und es wurde an Baumstämmen beobachtet, wo es an der Rinde nagt. Es ernährt sich hauptsächlich von weichen Früchten, Samen und auch Insekten. Es ist nicht gesellig, kann jedoch mit mehreren Artgenossen bei der Nahrungssuche beobachtet werden. Die Kommunikation ist variantenreich und reicht von hochfrequenten Rufen bis zu vogelähnlichen Trillern.
Die Weibchen besitzen drei Paar Zitzen. Über die Fortpflanzung liegen keine Daten vor, einzelne Weibchen mit je einem Embryo wurden gefangen.

## Systematik
Das Gemeine Sulawesi-Zwerghörnchen wird als eigenständige Art innerhalb der Gattung der Sulawesi-Zwerghörnchen (Prosciurillus) eingeordnet, die aktuell aus sieben Arten besteht, während bis 2005 nur fünf Arten anerkannt waren. Die wissenschaftliche Erstbeschreibung stammt von Salomon Müller und Hermann Schlegel aus dem Jahr 1844, die die Art anhand von Individuen aus dem Nordosten von Sulawesi beschrieben.
Innerhalb der Art werden neben der Nominatform keine Unterarten unterschieden, obwohl bis 2005 neben Prosciurillus murinus murinus auch Prosciurillus murinus griseus und Prosciurillus murinus necopinus anerkannt waren.

## Status, Bedrohung und Schutz
Das Gemeine Sulawesi-Zwerghörnchen wird von der International Union for Conservation of Nature and Natural Resources (IUCN) aufgrund fehlender Daten zur Bestandsgröße und potenzieller Rückgänge als „Data deficient“ gelistet. Da es sich um eine Art handelt, die auf Waldbestände angewiesen ist und im Verbreitungsgebiet in geringer Dichte vorkommt, ist eine Gefährdung anzunehmen. Eine Gefährdung geht im Flachland von der Umwandlung der Waldgebiete in landwirtschaftliche Flächen und Plantagen aus, in den mittleren Höhenlagen von Holzeinschlägen.

## Belege
1. 1 2 3 4 5 6 7  Richard W. Thorington Jr., John L. Koprowski, Michael A. Steele: Squirrels of the World. Johns Hopkins University Press, Baltimore MD 2012; S. 177–178. ISBN 978-1-4214-0469-1
2. 1 2 3  Prosciurillus murinus in der Roten Liste gefährdeter Arten der IUCN 2014.3. Eingestellt von: L. Ruedas, A. Suyanto, 2008. Abgerufen am 26. März 2015.
3. 1 2 3  Prosciurillus rosenbergii In: Don E. Wilson, DeeAnn M. Reeder (Hrsg.): Mammal Species of the World. A taxonomic and geographic Reference. 2 Bände. 3. Auflage. Johns Hopkins University Press, Baltimore MD 2005, ISBN 0-8018-8221-4.